# 182730 Muminovic
182730 Muminovic este o planetă minoră (asteroid) din centura de asteroizi. A fost descoperită pe 21 noiembrie 2001 la Observatorul Apache Point de Sloan Digital Sky Survey. 
Obiectul prezintă o orbită caracterizată de o semiaxă mare de 2,6772035900053 UAi, o excentricitate de 0,16506592247801, o înclinație de 14,112507685868 ° în raport cu ecliptica.